# Amman Civil Airport
Amman Civil Airport (engelska: Matar Amman Al Madani Airport, arabiska: مطار عمان المدني, engelska: Marka International Airport) är en flygplats i Jordanien.   Den ligger i guvernementet Amman, i den norra delen av landet, i huvudstaden Amman. Amman Civil Airport ligger 778 meter över havet.
Terrängen runt Amman Civil Airport är platt söderut, men norrut är den kuperad. Runt Amman Civil Airport är det mycket tätbefolkat, med 4 039 invånare per kvadratkilometer. Närmaste större samhälle är Amman, 4,8 km väster om Amman Civil Airport. Trakten runt Amman Civil Airport är ofruktbar med lite eller ingen växtlighet.